# Ncojane
Ncojane è un villaggio del Botswana situato nel distretto di Ghanzi, sottodistretto di Ghanzi. Il villaggio, secondo il censimento del 2011, conta 1.958 abitanti.

## Località
Nel territorio del villaggio sono presenti le seguenti 37 località:
- Dikge di 2 abitanti,
- Dipone,
- Farm 223 MJ di 3 abitanti,
- Jackport (Farm 244 MJ) di 10 abitanti,
- Jeke di 9 abitanti,
- Kama (Farm 245 MJ) di 14 abitanti,
- Khubagotswe (Farm 243),
- Lejwane di 13 abitanti,
- Leretlweng di 22 abitanti,
- Leropo,
- Lerothodi (Farm 247 MJ) di 3 abitanti,
- Maglass/ Gomagalase di 6 abitanti,
- Makaleng (Farm 232 MJ) di 35 abitanti,
- Matshwana di 14 abitanti,
- Matshwe (Farm 233 MJ) di 5 abitanti,
- Metsimantle di 133 abitanti,
- Mogogwe/ Magogo / Magaga di 7 abitanti,
- Molatswana Ping di 17 abitanti,
- Molatswana/ Look & see,
- Ncojane Lands,
- Ncole Pan di 9 abitanti,
- Nyaa di 19 abitanti,
- Onjoka di 10 abitanti,
- Otjiere di 9 abitanti,
- Palamaokuwe di 5 abitanti,
- Phofutona di 4 abitanti,
- Ranyane di 182 abitanti,
- Steven Mosimane/ Moselapula,
- Tlharosi di 9 abitanti,
- Tselana kwena di 6 abitanti,
- Tsenakwane,
- Tshabanaga di 8 abitanti,
- Tshephakgomo di 7 abitanti,
- Wai di 2 abitanti,
- Xhote di 20 abitanti,
- Xoro di 12 abitanti,
- Zanzank di 20 abitanti